# 陰莖腳
陰莖海綿體前面的四分之三彼此緊密相關，不過往後就分為逐漸變細的二部份，稱為陰莖腳，緊密的和坐骨接觸。
若由後往前看，每一個陰莖腳都是由鈍尖過程開始，在坐骨的結節的前面，延著坐骨支架的會陰表面上。
在二個陰莖腳交會位置之前，陰莖腳會略為變大，由Georg Ludwig Kobelt（1804–1857）命名為陰莖海綿體球。
陰莖腳交會位置之後，陰莖腳會變小，合併到陰莖海綿體中，其半徑均勻不變。

## 圖示

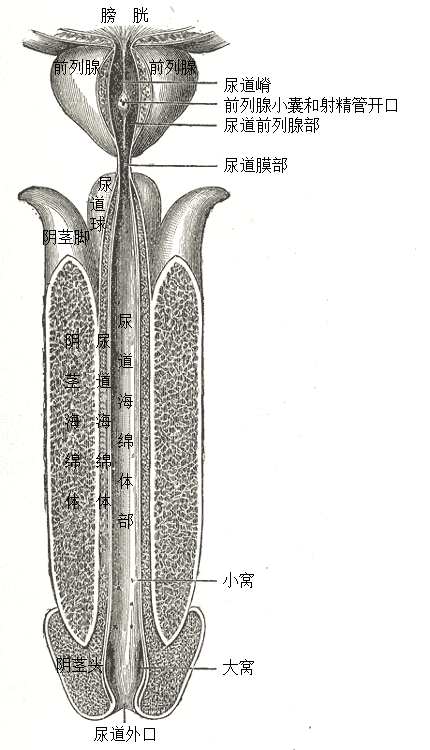
男性尿道